# Beit Amin
Beit Amin (àrab: بيت أمين, Bayt Amīn) és una vila palestina de la governació de Qalqilya, a Cisjordània, situada al sud de Qalqilya. Segons l'Oficina Central Palestina d'Estadístiques tenia 1.258 habitants el 2016.

## Història
En 1882 el Survey of Western Palestinedel Fons per a l'Exploració de Palestina descrivia Khurbet Beit Yemin com a: «Murs, cisternes i tomba tallada en roca.»